# Eskebjerg Vesterlyng
Eskebjerg Vesterlyng  er et fredet naturområde med 5 km børnevenlig badestrand og 326 hektar  med  overdrev, enebærkrat, klitter og løsgående kvæg og heste, beliggende ved Sejerøbugten mellem Havnsø og Alleshave  i Kalundborg Kommune. Det er Sjællands største hede og en utæmmet vandreklit.

## Landskabet
Eskebjerg Vesterlyng består hovedsageligt af gammel, hævet havbund overlejret med flyvesand. Mod vest ligger en af Vestsjællands fineste badestrande, der strækker sig 5 km fra Alleshave i vest til det statsejede afspærrede skydeterræn Stold i nord ved Havnsø. Stranden er lavvandet og de bagved liggende klitter og kystheden strækker sig indtil 1 km ind i landet iblandet torne- og enebærkrat samt fugtige lave områder. 
I den sydlige del findes to vandreklitter, hvilket er en sjældenhed i denne del af landet. Den nordlige vandreklit er forsøgt stoppet med en plantage. Den sydlige vandreklit er stadig i bevægelse østover med en hastighed på ca. 1 m om året. Klittens arme strækker sig bagud mod Sejerø Bugt.
Mod nord ud mod den lavvandede bugt Tranevejle, er der udviklet en strandengskyst. Dybe render (loer) transporterer havvandet ind over engene, som fra tid til anden oversvømmes med saltvand. Helt mod øst ligger Mareskoven, som er en gammel stævningsskov.

## Plantelivet
Den varierede natur med kyst, klit, klithede, overdrev, rigkær, strandeng, søer, mv. giver mulighed for et stort antal karakteristiske, ualmindelige og sjældne plantearter. Tilmed har området altid været græsset. Størrelsen, variationen og fredningen, som forhindrer negative indgreb gør, at artsantallet er stort. Bemærk, at fredningen ikke tillader indsamling af planter.
På strand og klit findes typiske arter som strandmandstro og klitstedmoderblomst. På klithederne ses klokkelyng og børstesiv, og i nogle lavninger findes soldug og den sjældne liden ulvefod.
På overdrevene findes nikkende kobjælde, dansk astragel , bakkesoløje og en lang række andre arter. Tyndakset gøgeurt farver sine steder overdrevene røde midt i maj, og i Mareskoven findes den i tusindvis. I øvrigt er Mareskoven en oldgammel stævningsskov med meget hassel.
I væld findes rigkær med bl.a. kødfarvet- og majgøgeurt, vibefedt, leverurt samt et enkelt sted salepgøgeurt og den sjældne baltisk ensian. I vådområder findes en skærmblomst som billeboklaseskærm og den på Sjælland sjældne søpryd. I det hele taget findes her mange arter, som har deres hovedudbredelse i Jylland.
Floraen på de nordlige strandenge er udviklet med de for denne naturtype typiske arter. Tilmed kan man være heldig at finde ualmindelige arter som smalbladet hareøre på engmyretuerne og vild selleri nær kanalerne.
I 2004 blev den meget sjældne stilkmånerude sensationelt fundet i en klitlavning på Eskebjerg Vesterlyng. Den findes kun to andre steder i Danmark, nemlig på Læsø og på det nærliggende Saltbæk Vig.

## Dyrelivet
Kragefugle holder i sommerhalvåret til i nærheden af heste og kvæg, mens tornirisk er typefuglen i torne- og enebærkrat. Om vinteren er stranden et sikkert sted at finde den sjældne bjerglærke, dog i meget begrænset antal, 1 – 5 stykker. Enkelte snespurve kan også ses i vinterhalvåret sammen med småflokke af almindelig ryle og stenvender. I sommerhalvåret yngler rødrygget tornskade med 1 til 2 par i tornekrattet.
Ved Tranevejle og på strandengene ses mange og skiftende vadefugle gennem året. Strandskade, rødben, vibe og stor præstekrave yngler regelmæssigt på Ægholm, som er en østvendt sandodde på Stold, og her er adgang forbudt, da det er skydeterræn.
På strandengene er der fuld af tuer med gul engmyre.

## Kulturhistorie
Eskebjerg Vesterlyng har været et fælles græsningsareal for de omliggende landsbyer langt tilbage i middelalderen og sandsynligvis tidligere. Da udskiftningen fandt sted, hvilket skete i Eskebjerg i 1802, valgte man at bevare byens lyngpart udelt. Græsningsretten tilhørte Eskebjerg, Føllenslev, Alleshave og Havnsø. Lynglaugets første vedtægter er fra 1860, og den fortæller, at 71 gårde har græsningsret, og ”hver af disse må årligen græsses 5 høveder, deriblandt ikke meer end 2 heste”. Fredningen fastholder, at arealet benyttes som fællesfold for lodsejernes heste og kvier. 
Fredningsnævnet afsagde både i 1924 og i 1944 kendelse og Overfredningsnævnet i 1945 vedrørende fredningen af det 326 ha store område.
Området er en del af Natura 2000-område nr. 154 Sejerø Bugt, Saltbæk Vig, Bjergene, Diesebjerg og Bollinge Bakke